# Ellisella cercidia
Ellisella cercidia is een zachte koraalsoort uit de familie Ellisellidae. De koraalsoort komt uit het geslacht Ellisella. Ellisella cercidia werd in 1999 voor het eerst wetenschappelijk beschreven door Grasshoff. 